# Psalidosphryon
Psalidosphryon is een kevergeslacht uit de familie van de boktorren (Cerambycidae). De wetenschappelijke naam van het geslacht werd voor het eerst geldig gepubliceerd in 2001 door Komiya.

## Soorten
Psalidosphryon is monotypisch en omvat slechts de volgende soort:
- Psalidosphryon spiniscapis (Schwarzer, 1924)